# Bürgermeisterei Otzenhausen
Die Bürgermeisterei Otzenhausen im Landkreis Trier im Regierungsbezirk Trier in der preußischen Rheinprovinz war eine Bürgermeisterei mit
11 Dörfern und 1 Mühle, welche 490 Feuerstellen und 3788 Einwohner hatten (Stand 1828).
Darin:
- Otzenhausen, ein Dorf mit 1 Kathol. Pfarrkirche, 64 Fst., 450 Einw., einem Eisenhammer und einer Schneidemühle, ist der Sitz eines Neben-Zoll-Amts erster Klasse.
- Braunshausen, ein Dorf mit 48 Fst., 416 Einw. und dem Eisenhütten- und Hammerwerk Mariahütte, das 1 hohen Ofen und 2 Hämmer hat.
- Bierfeld, ein Dorf mit 51 Fst., 430 Einw., Eisengruben und dem Eisenhütten- und Hammerwerk Huberthütte, das gleichfalls 1 hohen Ofen und 2 Hämmer hat.
- Nonnweiler mit 1 Kath. Pfarrkirche, 31 Fst., 230 Einw.
- Mühlfeld mit 25 Fst., 200 Einw.
- Sitzerath mit 55 Fst. 414 Einw.
- Kostenbach mit 27 Fst., 205 Einw.
- Mettnich mit 1 Kath. Pfarrkirche, 58 Fst., 490 Einw.
- Buweiler mit 39 Fst., 310 Einw.
- Rathen mit 11 Fst., 71 Einw.
- Kastel mit 1 Kathol. Pfarrkirche, 81 Fst., 572 Einw. und Eisengruben.